# モバイルデータ通信定額制
モバイルデータ通信定額制（モバイルデータつうしんていがくせい）とは、通信回線の利用料金がどれだけ使っても一定額となる、移動体通信事業者（携帯電話・PHSなど）の料金制度である。主としてフィーチャーフォン時代に適用された。
なお、携帯電話・PHSのパケット通信料金に関する定額制のうち、フィーチャーフォンである音声通話用の端末（音声端末）を、音声端末単体で利用するものについては、パケット定額制を参照のこと。
なお、スマートフォン時代に入ってからは、主流となっている通信料金定額制は、おおむね「料金プランによって月間通信量の上限を定めた定額制」（当該通信量の上限を超えた場合には、通信速度著しく低下する）である。各料金プランについては、各携帯電話・MVNO会社の記事を参照のこと。

## 概要
本項目では、移動体通信のうち携帯電話・PHSのパケット通信に該当しないもの、また、PC・PDAに携帯電話・PHS端末を接続・内蔵して利用する形態での料金体系など、さらにMVNOによる定額制データ通信に関しても扱う。
また、料金制度以外の側面に関しては移動体通信や無線アクセスの項目も参照のこと。
なお現状、携帯電話・PHSに関しては、通信方式はPHSおよび第三世代携帯電話（3G）およびそれ以降に通信方式に限られ、第二世代携帯電話（2G）での定額制のサービスは日本国内では存在していない。
また、接続・内蔵端末がPC・PDAの別なく定額制が適用されるものと、スマートフォン向けのものがある。後者では、PCによる通信は定額制の対象外である（オペレータ・プラン等により、上限額が上がる形で定額が適用になる場合もある）。

PC・PDAに設定するアクセスポイントや料金プラン・定額オプションなどの設定・選択 を間違えると、定額制が適用されず、高額課金を請求される場合もある（パケ死も参照）。
なお、国際ローミング等による通信は定額制の対象外である事が多い。

音声端末におけるフルブラウザについては、パケット定額制の項目で扱う。

## 提供中のサービス

### PC利用を含むモバイルデータ通信に適用できるサービス
2009年10月現在、携帯電話・PHSについては以下の事業者が提供中。
- PHSによるもの（※新規受付終了）
  - ソフトバンク（旧社名ワイモバイル、ウィルコム） - AIR-EDGE（※新規受付終了）
- 第3世代携帯電話によるもの
  - NTTドコモ（FOMA）- 定額データプランHIGH-SPEED・定額データプラン64K・パケ・ホーダイ ダブル・パケ・ホーダイ シンプル（※新規受付終了）
  - KDDI - WINシングル定額：データ通信専用型端末(W05K・W06Kのみ)・ダブル定額：対応する一部の音声端末のみ
2008年3月24日より、WIN通信機能搭載PC定額も提供予定。PC内蔵通信端末専用の料金プラン。
  - ソフトバンクモバイル[注釈 2] - データ定額ボーナスパック：データ通信専用型端末(C01LC・C02LC・C01HWのみ)
C01LC・C02LC・C01HW以外のデータ通信専用型端末では利用不可。
- モバイルWiMAXによるもの
  - UQコミュニケーションズ

### キャリアが供給するスマートフォンにだけ適用できるサービス
2010年6月23日現在、第3世代携帯電話については以下の事業者が提供中。
（ウィルコムについては前項のサービスに区別される。）
- NTTドコモ
  - パケ・ホーダイ ダブル
  - Biz・ホーダイ - すでに「Biz・ホーダイ」オプションを付加している場合のみ利用可能。
- ソフトバンクモバイル
  - パケットし放題
  - パケットし放題 for スマートフォン
  - パケット定額Biz - すでに「パケット定額Biz」オプションを付加している場合のみ利用可能。
  - デュアルパケット定額 - すでに「デュアルパケット定額」オプションを付加している場合のみ利用可能。
（iPad専用）データ定額プランも提供。iPad専用の料金プラン。
  - 海外パケットし放題 - 国内パケット定額サービスに加入している場合のみ適用[注釈 3]。iPadも適用。
- KDDI
  - ダブル定額（ライト・スーパーライト）
(for Tab (i))データ定額プランも提供。iPad専用の料金プラン。
  - ISフラット
  - LTEフラット
(for Tab (i))データ定額プランも提供。iPad専用の料金プラン。
  - 海外ダブル定額 - 国内パケット定額サービスに加入している場合のみ適用。タブレット・iPadも適用。
- MVNOによるもの
  - @nifty WiMAX （ニフティ）- モバイルWiMAX網

## 過去のサービス
撤退済みのサービス。
- 旧アステルグループ（PHS独自網事業者）
  - （北海道）北海道総合通信網 - 「定額ダイヤルアップ接続サービス」、
  - （東北）東北インテリジェント通信 - 「おトーク・どっと・ネット」
  - （北陸）北陸通信ネットワーク・（四国）STNet - 「ねっとホーダイ」
  - （中国） エネルギア・コミュニケーションズ : MEGA EGG 64

※ ドットi ：端末（AJ-51）単体でcHTML・POP3・SMTPが利用可能なサービス。前述の旧アステルグループでのデータ通信定額制（一部地方のみ）と組み合わせることにより、定額制で音声端末によるウェブ・メールアクセスが可能だった。
- NTTドコモグループ（ドコモPHS） - @FreeD : 新規契約受付停止。2008年1月7日停止。[1]
- ケイ・オプティコム（旧アステル関西） - eo64エア
- イー・モバイル - EMモバイルブロードバンド
- MVNOによるもの
  - b-mobile（日本通信） - ウィルコム網・NTTドコモ FOMAハイスピード網
  - Secure PBビジネス定額（日本通信）- SoftBank 3G網
  - mobile+（富士通） - ウィルコム網
  - Arcstar IP-VPN モバイルアクセス（NTTコミュニケーションズ） - ウィルコム網
  - OCNモバイル （NTTコミュニケーションズ） -　イー・モバイル網
  - モバイル/リモートアクセス　ドコモモデル （NTTコミュニケーションズ） - NTTドコモ FOMAハイスピード網
  - IIJモバイル（インターネットイニシアティブ ）-　NTTドコモ FOMAハイスピード網、イー・モバイル網
  - WILLCOM CORE 3G（ウィルコム） - NTTドコモFOMAハイスピード網、SoftBank 3G網
  - bitwarp / bitwarp PDA（So-net）
  - bitWarp（EM）（So-net）- イー・モバイル網
  - KWINS（KCCS）  - ウィルコム網
  - @nifty Mobile BB（ニフティ）- イー・モバイル網
  - @nifty Mobile P（ニフティ）- ウィルコム網
  - 3Gデータ通信SIMカード （インターコミュニケーションズ） - NTTドコモ FOMAハイスピード網
- XGPによるもの
  - ウィルコム

## 歴史
適宜、モバイルデータ通信に関する事項を含む。
- 2000年3月1日 北海道総合通信網（旧・アステル北海道）、モバイルデータ通信定額制として、「HOTCN定額ダイアルアップ接続サービス」を開始。
- 2000年3月15日 アステル四国、「ねっとホーダイ」を開始。22～翌1時に接続制限時間帯があった。
- 2000年5月1日 アステル北陸、「ねっとホーダイ」を開始。
- 2001年6月1日 ケイ・オプティコム（旧・アステル関西）、「eo64エア」を開始。
- 2001年8月29日 DDIポケット（ウィルコム→ワイモバイル）、PCカード型のAirH"（現AIR-EDGE）対応データ通信端末向けに定額制を導入。
- 2001年9月17日 東北インテリジェント通信（旧・アステル東北）、「おトーク・どっと・ネット」を開始。
- 2002年2月頃 中国情報システムサービス（現・エネルギア・コミュニケーションズ、旧・アステル中国）、「MEGA EGG 64」を開始。
- 2002年3月1日 STNet（旧・アステル四国）の「ねっとホーダイ24」が24時間定額制になる。
- 2003年4月1日 NTTドコモ、@FreeD開始。
- 2004年3月25日 北海道総合通信網の「HOTCN定額ダイアルアップ接続サービス」、サービス停止。
- 2004年5月26日 アステル北陸、「ねっとホーダイ」サービス停止。
- 2005年5月26日 STNetの「ねっとホーダイ24」サービス停止。
- 2006年2月1日 ウィルコムが2xパケット方式を標準化、従来の1xと同等料金（定額制を含む）で使用可能に（{\displaystyle n}xの{\displaystyle n}は束ねるマルチリンクの数）。
- 2006年2月23日 ウィルコムが高度化PHSサービスW-OAMを開始、対応データ通信専用型端末も発売。定額制も適用。
- 2006年3月31日 東北インテリジェント通信の「おトーク・どっと・ネット」、事実上サービス停止。
- 2007年2月28日 エネルギア・コミュニケーションズの「MEGA EGG 64」、新規契約受付停止。
- 2007年3月31日 イー・モバイル（現ワイモバイル）がPDA内蔵型端末およびデータ通信専用型端末によるパケット定額制サービスを開始。
- 2007年4月1日 NTTドコモがiモード非対応のスマートフォンでのパケット定額制サービスBiz・ホーダイを開始。
- 2007年4月5日 ウィルコムが高度化PHSサービスW-OAM typeGを開始。対応データ通信専用型端末も同日発売。
- 2007年10月22日 NTTドコモが「定額データプランHIGH-SPEED」、「定額データプラン64K」を開始。
- 2007年12月22日 KDDIが「Packet WINシングルサービス」（「WINシングル定額」）を開始。対応データ通信専用型端末(W05K)も同日発売。
- 2008年1月7日 NTTドコモ、PHSサービス終了に伴い@FreeD終了。
- 2008年8月25日 NTTドコモスマートフォン向けダブル定額Biz・ホーダイダブルとして2段階定額制を開始
- 2009年3月6日 ソフトバンクモバイルがイー・モバイル網利用の「データ定額ボーナスパック」を開始。対応データ通信専用型端末(SoftBank C01LC)も同日発売。
- 2009年3月9日 Willcom CORE 3G がNTTドコモのFOMAハイスピード網を使ったMVNOとしてサービス開始。USB型データ通信端末HX003ZTも同日発売。
- 2009年5月1日 NTTドコモ Biz・ホーダイダブル下限額値下げ
- 2010年6月1日 NTTドコモ パケ・ホーダイダブル上限額値下げ

## 各キャリア別の料金・サービスの比較

### PC利用を含むモバイルデータ通信に適用できるサービス
| 事業者                                           | サービス・料金プラン等名称          | 最大通信速度（理論値) | 最大通信速度（理論値)                 | 月額料金（税込）                                          | 月額料金（税込）   | ISPとの契約・料金 | サービスエリア | 備考 |
| 事業者                                           | サービス・料金プラン等名称          | 下り                  | 上り                                  | 標準                                                      | 最大割引時         | ISPとの契約・料金 | サービスエリア | 備考 |
| ------------------------------------------------ | ----------------------------------- | --------------------- | ------------------------------------- | --------------------------------------------------------- | ------------------ | ----------------- | --- | --- |
| ウィルコム （ソフトバンク/ウィルコム沖縄連合）   | つなぎ放題                          | 64kbps ～ 200kbps     | 64kbps ～ 200kbps                     | 6,090円                                                   | 3,654円            | 必要              | 人口カバー率99% | |
| ウィルコム （ソフトバンク/ウィルコム沖縄連合）   | つなぎ放題[4x]                      | 128kbps ～ 400kbps    | 128kbps ～ 400kbps                    | 9,765円                                                   | 7,329円            | 必要              | 人口カバー率99% | |
| ウィルコム （ソフトバンク/ウィルコム沖縄連合）   | つなぎ放題[PRO]                     | 256kbps ～ 800kbps    | 256kbps ～ 800kbps                    | 12,915円                                                  | 11,088円           | 必要              | 人口カバー率99% | |
| ウィルコム （ソフトバンク/ウィルコム沖縄連合）   | 新つなぎ放題                        | 256kbps ～ 800kbps    | 256kbps ～ 800kbps                    | 3,880円                                                   | 3,880円            | 必要              | 人口カバー率99% | 長期割引サービスの対象外。 2年契約が条件（更新月以外での解除料9,975円）。 |
| ワイモバイル （ソフトバンク/ウィルコム沖縄連合） | スーパーライトデータプラン          | 7.2Mbps               | 5.8Mbps または 1.4Mbps                | 5980～2000円                                              | 4980～1000円       | 不要              | 人口カバー率81% | 1000円分の無料通信が含まれる。従量課金部分は1パケット0.042円。 |
| ワイモバイル （ソフトバンク/ウィルコム沖縄連合） | EMチャージ                          | 7.2Mbps               | 5.8Mbps または 1.4Mbps                | －（プリペイド）                                          | －（プリペイド）   | 不要              | 人口カバー率81% | 従量制の場合、1パケット 0.0077円。 定額制の場合、期間は1時間、1日、7日、30日（暦日）がある |
| NTT DoCoMo                                       | 定額データプラン64K                 | 64kbps                | 64kbps                                | 4200円                                                    | 3465円             | 必要              | FOMAハイスピードエリアおよびFOMAエリア（人口カバー率100%） | 利用できる通信はウェブ（テキスト、静止画像、Flash等）、メールなどに限られる |
| NTT DoCoMo                                       | 定額データプランHIGH-SPEED          | 7.2Mbps               | 5.4Mbps                               | 10500～4200円                                             | 5985円～1,000円    | 必要              | FOMAハイスピードエリアおよびFOMAエリア（人口カバー率100%） | 利用できる通信はウェブ（テキスト、静止画像、Flash等）、メールなどに限られる |
| au （KDDI/沖縄セルラー電話連合）                 | WINシングル定額                     | 3.1Mbps               | 1.8Mbps                               | 6930～3150円 5985～2205円                                 |                    | 必要              | 人口カバー率99.9% | トラフィック制御が掛かる。 |
| au （KDDI/沖縄セルラー電話連合）                 | WIN通信機能搭載PC定額               | 2.4Mbps               | 144kbps                               | 5985～2205円                                              |                    | 必要              | 人口カバー率99.9% | トラフィック制御が掛かる。PC内蔵通信端末専用の料金プラン。 |
| ソフトバンク （Cシリーズ）                       | データ定額ボーナスパック            | 7.2Mbps               | 5.8Mbps または 1.4Mbps または 384kbps | 4679～700円（データ定額プラン）+300円（データ定量プラン） |                    | 不要              | | C01LC・C02LC・C01HW専用 3G ハイスピード未対応エリアでは最大128kbps（一部最大64kbps） 定量制の場合、1パケット0.084円（国外は2円/1KB） 定額制の場合、1パケット0.042円 定額制の場合、利用可能エリアが3Gエリアと異なるので注意が必要 |
| ソフトバンク （iPad Wi-Fi + 3G）                 | （iPad専用）データ定額プラン        | 7.2Mbps               | 1.4Mbps                               | 4410円 +315円（ウェブ基本使用料）                         | 1500円（24ヵ月間） | 不要              | トラフィック制御が掛かる。 海外での利用 は0～1,980円（動画などを利用した場合は2,980円） 2年契約が条件（更新月以外での解除料9,975円）。                                                                                            | |
| ソフトバンク （iPad Wi-Fi + 3G）                 | （iPad専用）プリペイドプラン（1GB） | 7.2Mbps               | 1.4Mbps                               | －（プリペイド）                                          | －（プリペイド）   | 不要              | トラフィック制御が掛かる。 iPad Wi-Fi + 3G専用の料金プラン。 基本使用料は4,410円+ウェブ基本使用料315円/1チャージ 有効期限は30日間またはデータ量が1GBに達するまで リチャージにはクレジットカード情報とメールアドレスの登録が必要。 | |

（表注）
- 「m～n円」の低い方の額はパケット量が少ない場合の最低額。
- ウィルコムの場合、音声端末向けの「ウィルコム定額プラン」のオプション「データ定額」「リアルインターネットプラス」でも、定額適用の対象となる。

### キャリアが供給するスマートフォンにだけ適用できるサービス
| 事業者                           | サービス・料金プラン等名称        | 最大通信速度（理論値)                                                 | 最大通信速度（理論値)                                               | 月額料金（税込） | 月額料金（税込）                              | ISP料金                      | サービスエリア | 備考 |
| 事業者                           | サービス・料金プラン等名称        | 下り                                                                  | 上り                                                                | 最低支払額       | 上限額                                        | ISP料金                      | サービスエリア | 備考 |
| -------------------------------- | --------------------------------- | --------------------------------------------------------------------- | ------------------------------------------------------------------- | ---------------- | --------------------------------------------- | ---------------------------- | --- | --- |
| NTT DoCoMo                       | Biz・ホーダイ                     | 7.2Mbps または 3.6Mbps                                                | 384kbps                                                             | 5,985円          | 5,985円                                       | 315円 （mopera U）           | FOMAハイスピードエリアおよびFOMAエリア                                                                                                | 新規受付終了（Biz・ホーダイダブルへ移行）                                                                           |
| NTT DoCoMo                       | Biz・ホーダイダブル               | 7.2Mbps または 3.6Mbps                                                | 384kbps                                                             | 490円            | 5,985円                                       | 315円 （mopera U）           | FOMAハイスピードエリアおよびFOMAエリア                                                                                                | NTTドコモの全スマートフォンが対応（2009年5月1日よりBiz・ホーダイダブル下限額値下げ）                                |
| au （KDDI/沖縄セルラー電話連合） | ダブル定額                        | 40Mbps （+WiMAX） 9.2Mbps または 3.1Mbps （WIN HIGH SPEED）           | 15.4Mbps （+WiMAX） 5.5Mbps または 1.8Mbps （WIN HIGH SPEED）       | 2,100円          | 5,985円                                       | 315円 （IS NET）             | CDMA 1X WINエリア +WiMAXエリア および日本国外（0 - 1980円、40,000円分以上のパケット利用時は上限2,980円）                              | プランEシンプル/プランEを除くすべての音声向け料金プランに適用可能                                                   |
| au （KDDI/沖縄セルラー電話連合） | ダブル定額ライト                  | 40Mbps （+WiMAX） 9.2Mbps または 3.1Mbps （WIN HIGH SPEED）           | 15.4Mbps （+WiMAX） 5.5Mbps または 1.8Mbps （WIN HIGH SPEED）       | 1,050円          | 5,985円                                       | 315円 （IS NET）             | CDMA 1X WINエリア +WiMAXエリア および日本国外（0 - 1980円、40,000円分以上のパケット利用時は上限2,980円）                              | プランEシンプル/プランEを除くすべての音声向け料金プランに適用可能                                                   |
| au （KDDI/沖縄セルラー電話連合） | ダブル定額スーパーライト          | 40Mbps （+WiMAX） 9.2Mbps または 3.1Mbps （WIN HIGH SPEED）           | 15.4Mbps （+WiMAX） 5.5Mbps または 1.8Mbps （WIN HIGH SPEED）       | 390円            | 5,985円                                       | 315円 （IS NET）             | CDMA 1X WINエリア +WiMAXエリア および日本国外（0 - 1980円、40,000円分以上のパケット利用時は上限2,980円）                              | プランEシンプル/プランEを除くすべての音声向け料金プランに適用可能                                                   |
| au （KDDI/沖縄セルラー電話連合） | ISフラット                        | 40Mbps （+WiMAX） 9.2Mbps または 3.1Mbps （WIN HIGH SPEED）           | 15.4Mbps （+WiMAX） 5.5Mbps または 1.8Mbps （WIN HIGH SPEED）       | 5,460円          | 5,460円                                       | 315円 （IS NET）             | CDMA 1X WINエリア +WiMAXエリア および日本国外（0 - 1980円、40,000円分以上のパケット利用時は上限2,980円）                              | ISシリーズ及びiPhone 4Sの利用者向け プランEシンプル/プランEを除くすべての音声向け料金プランに適用可能               |
| au （KDDI/沖縄セルラー電話連合） | LTEフラット                       | 150Mbps （LTE 2GHz） 75Mbps （LTE 800MHz） 9.2Mbps （WIN HIGH SPEED） | 25Mbps （LTE 800MHz） 12Mbps（LTE 2GHz） 5.5Mbps （WIN HIGH SPEED） | 5,985円          | 5,985円                                       | 315円 （LTE NET）            | CDMA 1X WINエリア LTEエリア および日本国外（0 - 1980円、40,000円分以上のパケット利用時は上限2,980円）                                 | Lシリーズ及びiPhone 5の利用者向け                                                                                   |
| ソフトバンク                     | パケットし放題S                   | 7.2Mbps または 3.6Mbps または 1.8Mbps                                 | 384kbps                                                             | 390円            | 9,800円                                       | 315円 （S!ベーシックパック） | 3G ハイスピード未対応エリアでは最大384kbps（下り）／64kbps（上り） および日本国外 （0～1,980円、動画などを利用した場合は上限2,980円） | ソフトバンクのすべての音声向け料金プランに適用可能                                                                  |
| ソフトバンク                     | パケットし放題                    | 7.2Mbps または 3.6Mbps または 1.8Mbps                                 | 384kbps                                                             | 1,029円          | 9,800円                                       | 315円 （S!ベーシックパック） | 3G ハイスピード未対応エリアでは最大384kbps（下り）／64kbps（上り） および日本国外 （0～1,980円、動画などを利用した場合は上限2,980円） | ソフトバンクのすべての音声向け料金プランに適用可能                                                                  |
| ソフトバンク                     | パケットし放題 for スマートフォン | 7.2Mbps または 3.6Mbps または 1.8Mbps                                 | 384kbps                                                             | 1,029円          | 5,985円                                       | 315円 （S!ベーシックパック） | 3G ハイスピード未対応エリアでは最大384kbps（下り）／64kbps（上り） および日本国外 （0～1,980円、動画などを利用した場合は上限2,980円） | SoftBank X シリーズ/SoftBank スマートフォン及びiPhoneの利用者向け 2010年4月27日より「パケット定額フル」から名称変更 |
| ソフトバンク                     | パケットし放題フラット            | 7.2Mbps または 3.6Mbps または 1.8Mbps                                 | 384kbps                                                             | 4,410円          | 5,985円（X/スマートフォン） 4,410円（iPhone） | 315円 （S!ベーシックパック） | 3G ハイスピード未対応エリアでは最大384kbps（下り）／64kbps（上り） および日本国外 （0～1,980円、動画などを利用した場合は上限2,980円） | ソフトバンクのすべての音声向け料金プランに適用可能                                                                  |
| ソフトバンク                     | パケット定額Biz                   | 7.2Mbps または 3.6Mbps または 1.8Mbps                                 | 384kbps                                                             | 5,985円          | 5,985円                                       | 315円 （S!ベーシックパック） | 3G ハイスピード未対応エリアでは最大384kbps（下り）／64kbps（上り） および日本国外 （0～1,980円、動画などを利用した場合は上限2,980円） | ブループラン、ブループラン・バリュー専用。 新規受付終了                                                             |
| ソフトバンク                     | デュアルパケット定額              | 7.2Mbps または 3.6Mbps または 1.8Mbps                                 | 384kbps                                                             | 1,050円          | 10,290円                                      | 315円 （S!ベーシックパック） | 3G ハイスピード未対応エリアでは最大384kbps（下り）／64kbps（上り） および日本国外 （0～1,980円、動画などを利用した場合は上限2,980円） | ボーダフォン時代の料金プラン専用。 新規受付終了                                                                     |